# Биазинский район
Биазинский район — административно-территориальная единица Сибирского края, Западно-Сибирского края РСФСР СССР, существовавшая в 1924—1928 годах.
Районный центр — село Биаза.

## История
Район был образован Постановлением Сибревкома от 12.09.1924 года из Биазинской волости Каинского уезда Новониколаевской губернии. Район вошёл в состав Барабинского округа Сибирского края.
В 1926 году в районе насчитывалось 1190 хозяйств, 8 сельских советов, 32 населённых пункта.
В 1928 году на заседании Президиума Западно-Сибирского края, принимая во внимание малочисленность населения Биазинского района, было принято решение об объединении Биазинского и Новотроицкого районов в один Новотроицкий, с центром в селе Новотроицк.

## Административно-территориальное деление
- Биазинскийский сельский совет (село Биаза)
- Бергульский сельский совет (поселок Бергуль)
- Еласский сельский совет (деревня Еласска)
- Ичинский сельский совет (село Ичинское)
- Мало-Карагаевский сельский совет (поселок Мало-Карагаевский)
- Остяцкий сельский совел (поселок Остяцкий)
- Останинский сельский совет (поселок Останинский)
- Шерстобитовский сельский совет (поселок Шерстобитовский)

## Население
По переписи населения 1926 года в районе проживало 6459 человек (3150 мужчин и 3309 женщин). Крупные национальности: русские, белоруссы, украинцы, барабинцы.
Крупнейшие населённые пункты:
- село Биаза — 547 чел.;
- деревня Весёлая — 464 чел.;
- поселок Бергуль — 474 чел.;
- посёлок Мало-Карагевский — 406 чел.;
- посёлок Останинский — 415 чел.;